# (32536) 2001 PD41
2001 PD41 (asteroide 32536) é um asteroide da cintura principal. Possui uma excentricidade de 0.04323930 e uma inclinação de 9.03749º.
Este asteroide foi descoberto no dia 11 de agosto de 2001 por NEAT em Palomar.